# Usina Hidrelétrica Euclides da Cunha
A Usina Hidrelétrica Euclides da Cunha, localizada no Rio Pardo no município de São José do Rio Pardo (SP), é um empreendimento de geração de energia pertencente à empresa AES Tietê que entrou em operação em 24 de novembro de 1960.

## Características
O barramento desta usina é feito de terra, com comprimento de 312 m. O reservatório gerado pelo barramento apresenta uma área de 1 km² e volume de 18,45 x 106 m³. As turbinas instaladas são do tipo Francis de eixo vertical, com queda bruta de 92 metros. A potência total instalada é de 108,8 MW.
É considerada uma usina hidrelétrica a fio d'água.

## História
A Usina foi encomendada pela Companhia Hidrelétrica do Rio Pardo (CHERP) em 1954, sendo suas obras iniciadas no ano seguinte pelo DAEE e pela empresa Noreno Brasil S.A. Teria capacidade de geração de 139 MW e deveria ser entregue em outubro de 1960. Por conta de alguns atrasos a usina seria inaugurada em 24 de novembro de 1960 a um custo de Cr$ 1,4 bilhão.
A primeira etapa da usina seria concluída em 21 de abril de 1961, com a geração de 49 MW, sendo que a segunda etapa seria concluída em 1963.
Em 20 de janeiro de 1977, ainda sob controle da Cesp (Companhia Energética de São Paulo), a ocorrência de uma tromba d'água no Rio Pardo e falhas operacionais fizeram o nível de água do reservatório subir até galgar a barragem, gerando o rompimento da estrutura por overtopping. A onda de cheia proveniente deste acidente levou também à ruptura em cascata de outra barragem localizada a jusante desta, a da Usina Hidrelétrica de Limoeiro (Armando de Salles Oliveira) além da destruição das usinas Rio do Peixe e Santa Alice da Companhia Paulista de Energia Elétrica. Este evento se configura até hoje como o maior acidente envolvendo Usinas Hidrelétricas no Brasil. O acidente paralisaria a usina por quase 2 anos.
A enchente danificou equipamentos elétricos que ficariam cobertos de lama, obrigando o governo paulista a gastar Cr$ 70 milhões em obras emergenciais para recuperá-los. Por conta da burocracia, as obras de reconstrução seriam contratadas apenas 15 meses depois. A empresa CBPO venceria a licitação em 30 de maio de 1978, confirmando noticia do jornal Folha de S.Paulo que já havia antecipado o resultado da licitação dois meses antes, gerando suspeitas de corrupção, que seriam investigadas pelo Tribunal de Contas do Estado
O custo de reconstrução das barragens de Limoeiro e Euclides da Cunha havia sido estipulado inicialmente em Cr$ 300 milhões. Após a licitação os custos saltaram para Cr$ 450 milhões. Os trabalhos de reconstrução das barragens de Limoeiro e Euclides da Cunha deveriam ser iniciados em junho e serem concluídos em novembro, para aproveitar o período de chuvas.
Após o acidente, a usina foi redimensionada e sua capacidade de geração diminuída para 108,8 MW, e a CESP adotaria um sistema de monitoramento meteorológico para diminuir os riscos de novas enchentes destruírem as barragens das hidrelétricas.
Em 1999, a usina passaria ao controle da AES Tietê.